# Христианство в Доминиканской Республике

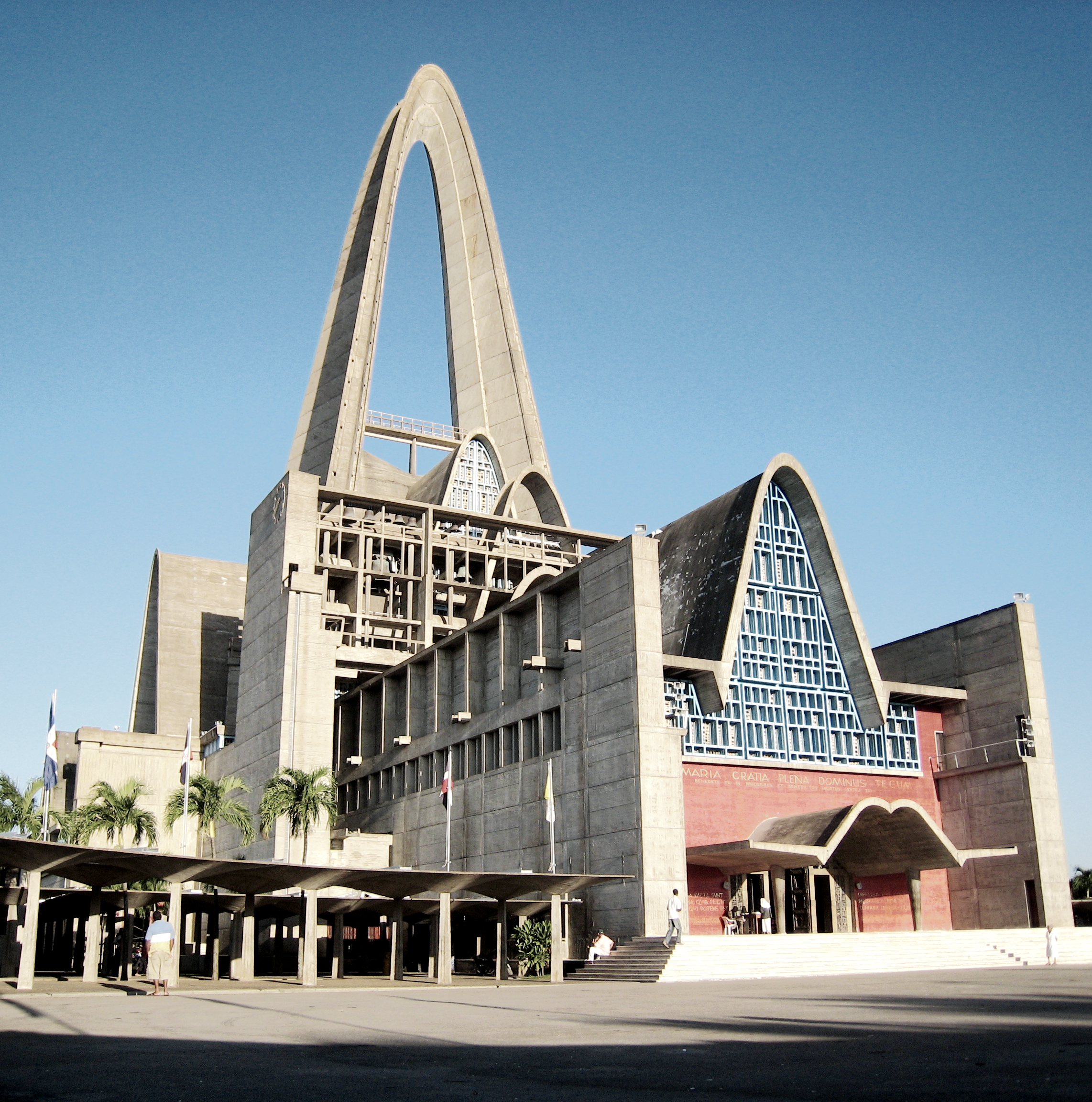
Католическая базилика в Игуэйе (строилась в 1954-71 гг.)

Христианство в Доминиканской Республике — самая распространённая религия в стране.
По данным исследовательского центра Pew Research Center в 2010 году в Доминиканской Республике проживало 8,82 млн христиан, которые составляли 88,9 % населения этой страны. Энциклопедия «Религии мира» Дж. Г. Мелтона оценивает долю христиан в 2010 году в 94,9 % (9,67 млн).
Крупнейшим направлением христианства в стране является католицизм. В 2000 году в Доминиканской Республике действовало 4,69 тыс. христианских церквей и мест богослужения, принадлежащих 70 различным христианским деноминациям.
Помимо доминиканцев, христианство исповедуют большинство живущих в стране гаитян, американцев, испанцев, ямайцев, французов и англичан.
Консервативные евангельские христиане сотрудничают вместе в Доминиканском евангельском братстве, связанном со Всемирным евангельским альянсом.